# Thueban Facula
La Thueban Facula è una struttura geologica della superficie di Mercurio.